# Zamarada miranda
Zamarada miranda är en fjärilsart som beskrevs av Fletcher 1974. Zamarada miranda ingår i släktet Zamarada och familjen mätare. Inga underarter finns listade i Catalogue of Life.